# Говард Тейлор Рікеттс
Говард Тейлор Рікеттс (англ. Howard Taylor Ricketts; 9 лютого 1871, Фіндлі, Огайо, США — 3 травня 1910, Мехіко, Мексика) — американський патолог, спеціаліст з вивчення інфекційних хвороб, бактеріолог, ім'ям якого названі рід бактерій Rickettsia, а також їхня родина Rickettsiaceae й порядок Rickettsiales.

## Життєпис
Народився у місті Фіндлі, штат Огайо, США. Отримав ступінь бакаляра із зоології в університеті штату Небраска, а медичну освіту отримав у Вищій медичній школі Північно-Східного університету Чикаго. Рікеттс завершив своє медичне стажування у Кук Каунті Госпіталі в Чикаго, штат Іллінойс, а потім резидентуру з патології та шкірних захворювань у медичному коледжі Раш. На початку своєї кар'єри він звернув на себе увагу ґрунтовним вивченням бластомікозу, а потім в Чиказькому університеті  зайнявся ретельним вивченням плямистої гарячки Скелястих Гір, яка у деяких регіонах США перебігала з 80 % летальністю. У Чиказькому університеті в 1902 році він став доцентом кафедри патології.
Він першим у світі виявив збудника плямистої гарячки Скелястих Гір у 1908 році. У своїй роботі він описав «дрібні полярно зафарбовані бактерії», яких він знайшов у свіжовиділених яйцях заражених кліщів. Він з колегами також виявив, що кліщі виду Dermacentor andersoni (лісовий кліщ Скелястих гір) здатні переносити бактерії роду Rickettsia. Цей же факт він доказав і стосовно американського собачого кліща Dermacentor variabilis. Він також знайшов збудника у крові хворої людини.
У 1910 році Рікеттс зацікавився епідемічним висипним тифом, через епідемію його у Мехіко. Він описав подібність його симптомів до плямистої гарячки Скелястих Гір і висловив думку про його передачу вошами. Проте, вже через кілька днів після виділення збудника, він заразився і невдовзі помер від цієї хвороби.
У Чиказькому університеті найкращим студентам за наукові дослідження присуджують встановлений родиною Рікеттса у 1912 році приз «Howard Taylor Ricketts Prize».